# François Bayrou
François René Jean Lucien Bayrou (født 25. maj 1951 i Bordères, Pyrénées-Atlantiques, Frankrig) er en fransk politiker, som har været Frankrigs premierminister siden december 2024. Han har været formand for Det Europæiske Demokratiske Parti (EDP) siden 2004 og for Mouvement démocrate (Den Demokratiske Bevægelse, MoDem) siden 2007. Han er centerpolitiker og var kandidat ved præsidentvalgene i 2002, 2007 og 2012.
Fra 1993 til 1997 var Bayrou uddannelseminister i tre på hinanden følgende regeringer. Han var også medlem af Nationalforsamlingen for Pyrénées-Atlantiques fra 1986 til 2012 med korte afbrydelser og medlem af Europa-Parlamentet (MEP) fra 1999 til 2002. Han har været borgmester i Pau siden 2014.
Der var spekulationer om, at Bayrou ville stille op til præsidentvalget i 2017, men han besluttede ikke at stille op og støttede i stedet Emmanuel Macron, som – efter at have vundet valget – udnævnte ham til justitsminister i Édouard Philippes regering. Den 21. juni 2017 trak han sig fra regeringen i forbindelse med en undersøgelse af MoDems påståede svigagtige ansættelse af parlamentariske assistenter, som blev indledt tidligere samme måned.
Den 13. december 2024 blev han udnævnt til premierminister af Emmanuel Macron, efter at Michel Barniers regering var blevet væltet ved et mistillidsvotum.
I 1998 blev han formand for midterpartiet Union pour la Démocratie Française (UDF), og han var i 2007 partiets præsidentkandidat. I første valgrunde fik han 18,6 % af stemmerne og endte på en tredjeplads. Bayrou er tidligere europaparlamentsmedlem og var desuden uddannelsesminister i de konservative regeringer under Édouard Balladur og Alain Juppé fra 1993-1997. I april 2007 offentliggjorde Bayrou, at han dannede et nyt parti, Mouvement démocrate, som han siden har været formand for.
Bayrou har udgivet mange bøger, bl.a. en biografi om Henrik 4. af Frankrig i 1994, som blev en kæmpe bestseller.